# Tuomi Elmgren-Heinonen

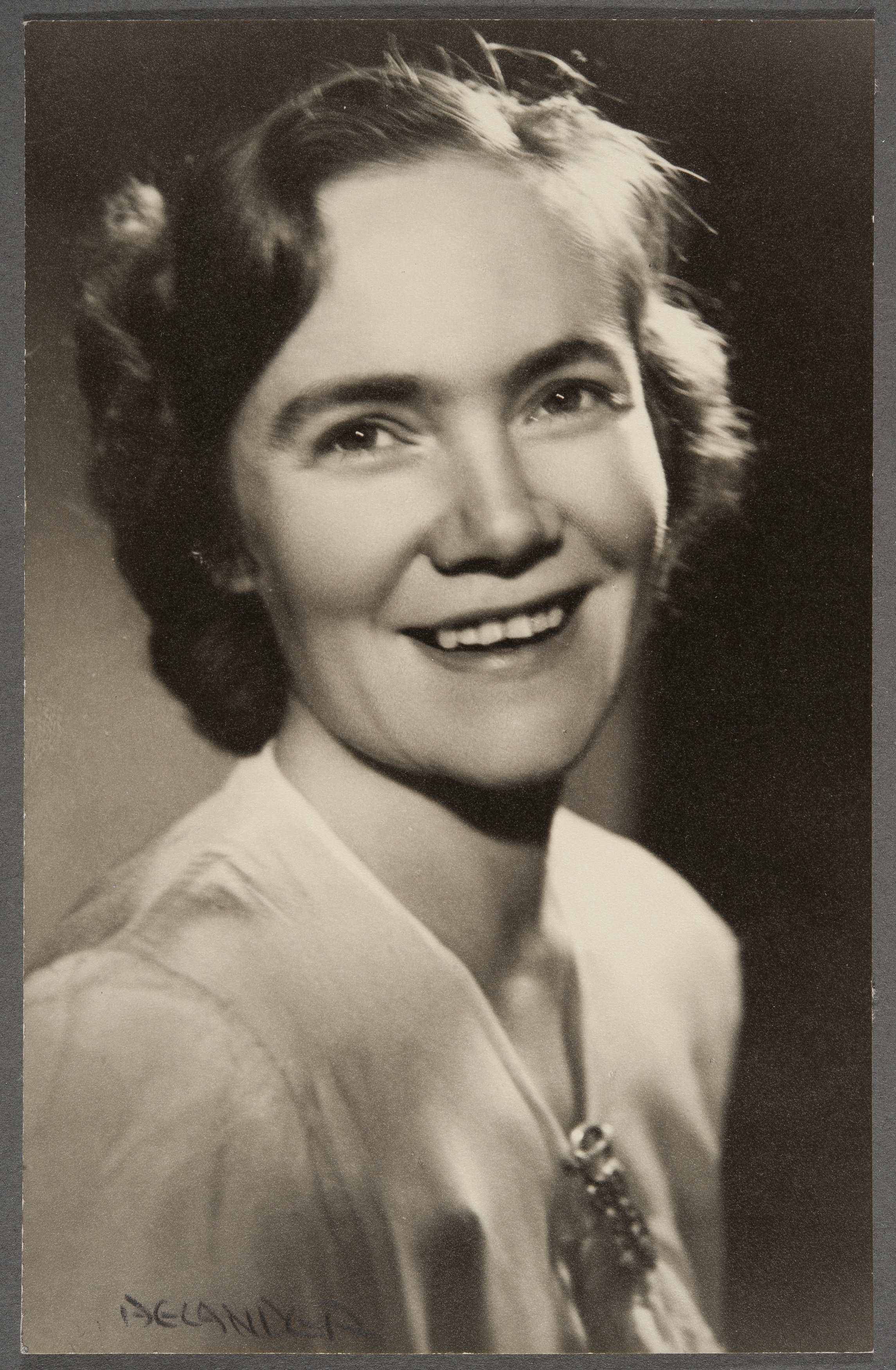
Tuomi Elmgren-Heinonen.

Tuomi Elmgren-Heinonen, född 5 februari 1903 i Ruovesi, död 17 juni 2000 i Helsingfors, var en finländsk sångerska och författare. Hon var dotter till Robert Elmgren.
Elmgren verkade efter sångstudier i Berlin och Paris som sångerska och sångpedagog i Helsingfors och undervisade i stillära vid stadens teaterskolor. Hon publicerade biografier över Toivo Kuula (1938) och Wilho Sjöström (1943) och ett flertal andra böcker med varierande ämnen; därtill bland annat sagor, ungdomsböcker och översättningar.